# الجاور (حبيش)

تعديل مصدري - تعديل

الجاور محلة تابعة لقرية العلاية، التابعة لعزلة شباع بمديرية حبيش إحدى مديريات محافظة إب في الجمهورية اليمنية، بلغ تعداد سكانها 134 حسب تعداد اليمن لعام 2004.